# چاه سلطان (بردسکن)
چاه سلطان روستایی از توابع بخش انابد شهرستان بردسکن در استان خراسان رضوی ایران است.

## جمعیت
این روستا در دهستان صحرا قرار دارد و براساس سرشماری مرکز آمار ایران در سال ۱۳۸۵، جمعیت آن ۱۳۴ نفر (۳۳خانوار) بوده‌است.